# غويلرمو مندوزا
غويلرمو مندوزا (بالإسبانية: Guillermo Mendoza)‏ هو دراج مكسيكي، ولد في 25 يونيو 1945 في مدينة مكسيكو في المكسيك.

## وصلات خارجية
- غويلرمو مندوزا على موقع أوليمبيديا (الإنجليزية)